# 松前隆広
松前 隆広（まつまえ たかひろ、1858年10月31日（安政5年9月25日） - 1918年（大正7年）12月4日）は、大名松前氏の一族で、明治時代から大正時代の華族（男爵）。

## 生涯
松前藩主松前崇広の二男として生まれる。幼名は敦千代。戊辰の役の際、北下して福山館に入り、奮闘して平定の功を挙げた。1889年華族に列し男爵を授けられた。

## 家族
- 妻：ちよ（北海道士族櫻井勵長女）1870年 - 1901年
- 長男：靖広（男爵を継ぐ）1889年 - 1958年
- 次男：愛広 1894年 - 1975年
- 三男：黒沢近広（黒沢休四郎の養子となる）1897年 - 1926年
- 長女：琴子（義父：河合兵衛）1907年 - 1950年
- 次女：定子（義父：原文七）1910年 - 1955年